# Columbia (Missouri)
Columbia is een stad met 84.531 inwoners (stand 2000) in Missouri. Het ligt 199 km ten oosten van Kansas City, 121 km noordwestelijk van Rolla, 44 km noordwestelijk van Jefferson City, 188 km westelijk van St. Louis en 136 km zuidwestelijk van Quincy. Het behoort tot Boone County.
De Universiteit van Missouri ligt in Columbia.

## Plaatsen in de nabije omgeving
De onderstaande figuur toont nabijgelegen plaatsen in een straal van 24 km rond Columbia.

## Geboren in Columbia
- Howard Hickman (1880-1949), acteur en regisseur
- Norbert Wiener (1894-1964), wiskundige en filosoof
- Nick Jameson (1950), acteur, filmregisseur, filmproducent, filmeditor, scenarioschrijver en muzikant
- Amy Benedict (1964), actrice
- Rob Benedict (1970), acteur
- Jessica Capshaw (1976), actrice
- Carlos Pena, Jr. (1989), zanger, danser en acteur